# Wolf-Eike Kuntsche

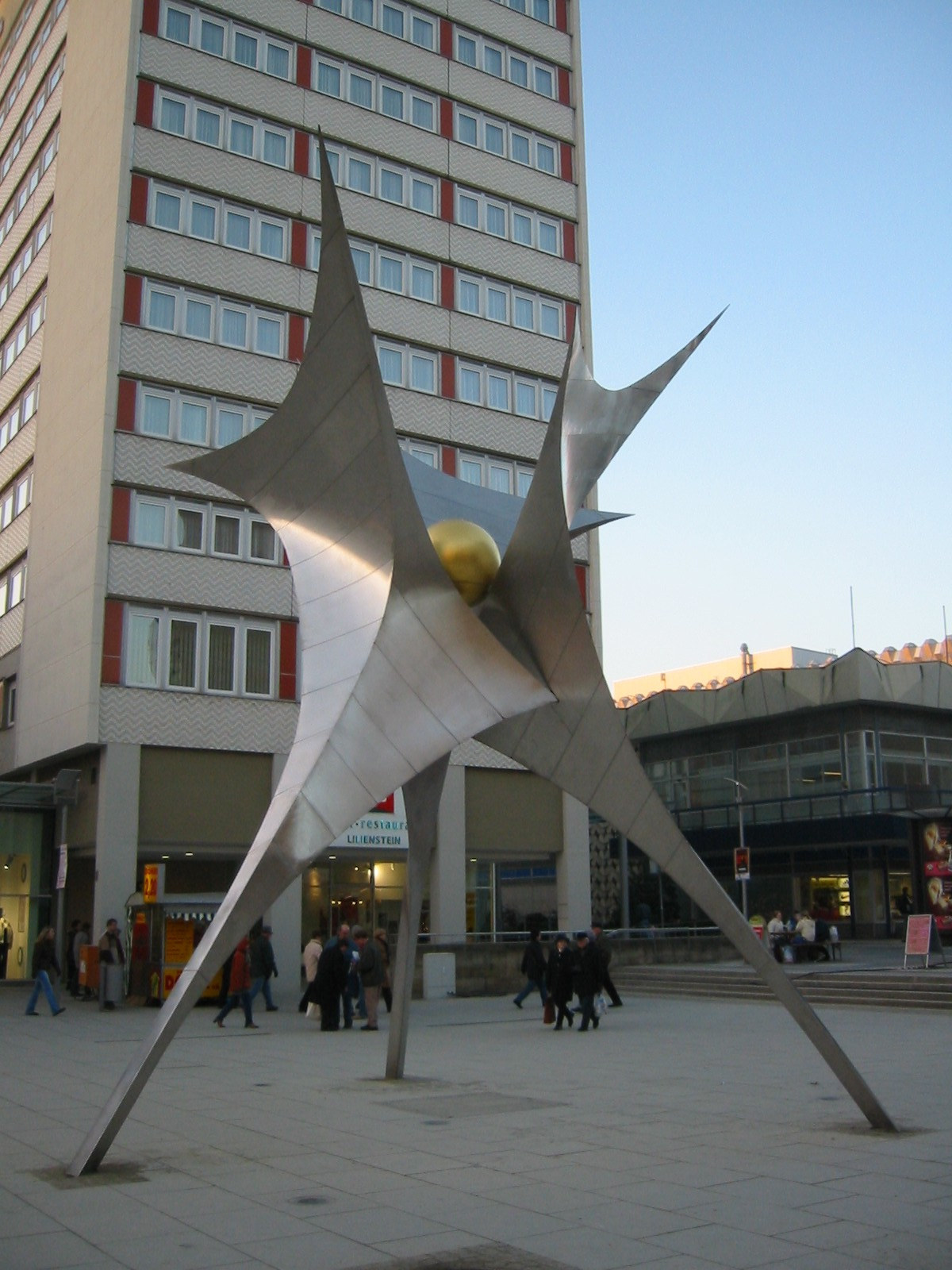
Plastik Völkerfreundschaft auf der Prager Straße in Dresden

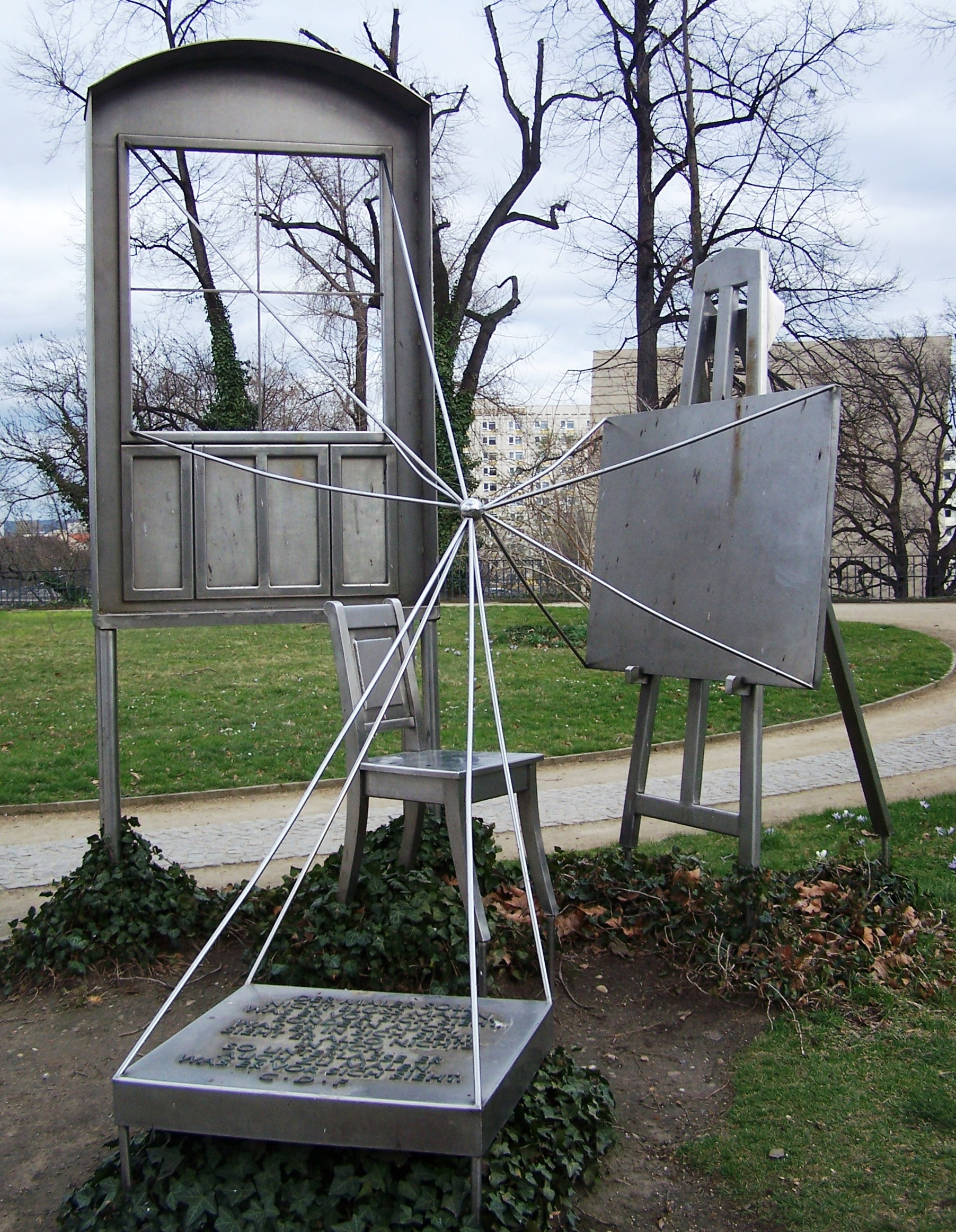
Caspar-David-Friedrich-Denkmal auf der Brühlschen Terrasse in Dresden

Wolf-Eike Kuntsche (* 4. Juli 1941 in Berlin) ist ein deutscher Bildhauer und Medailleur
.

## Leben und Wirken
Kuntsche absolvierte ab 1955 eine Ausbildung zum Steinbildhauer und arbeitete im erlernten Beruf bis 1961. Anschließend studierte er bis 1966 an der Hochschule für Bildende Künste in Dresden bei Walter Arnold, Hans Steger und Gerd Jaeger. Bis 1969 nahm er bei Walter Arnold eine Aspirantur wahr und arbeitete 1969–1975 als dessen Assistent. Seit 1976 ist Kuntsche freischaffend als Bildhauer tätig. Er war bis 1990 Mitglied des Verbands Bildender Künstler der DDR.
1980, 1984 und 1986 war er Teilnehmer und Preisträger der Internationalen Symposien für Medaillenkunst und Kleinplastik in Nyíregyháza (Ungarn), wurde 1987 mit dem Grand Prix für Plastik der VIII. Internationalen Biennale des Humors und der Satire in Grabovo (Bulgarien) ausgezeichnet und gewann 1988 den ersten nationalen Medaillenwettbewerb in der DDR zum Thema »Natur und Umwelt«. 1989 gewann Kuntsche den »Bürgerpreis« der IV. Triennale Kleinplastik in Fellbach.
Wolf-Eike Kuntsche schuf in Dresden unter anderem 1986 die Plastik „Völkerfreundschaft“ auf der Prager Straße, 1987 das Erich-Kästner-Denkmal an der Nordseite des Albertplatzes sowie 1990 das Caspar-David-Friedrich-Denkmal im Brühlschen Garten. Im Innenhof des Dresdner Hotel Bellevue am Neustädter Elbufer steht die von Kuntsche 1985 bis 1987 geschaffene Plastik „Die Familie Körner und ihr Kreis in Dresden“ am ungefähren Standort des ehemaligen Körnerwohnhauses. Das bronzene Stillleben erinnert an die Dresdner Künstlerfamilie. Es steht auf einem Granitsockel und ist von einem würfelförmigen Stahlrahmen mit den Kantenlängen 80 Zentimeter eingefasst. Das gesamte Kunstwerk ist 2,5 Meter hoch.
Er ist Mitglied des Fachbeirats der Kulturstiftung des Freistaates Sachsen.
Kuntsche kam mit der Malerin und Grafikerin Bärbel Kuntsche, die er an der Kunsthochschule kennengelernt hatte und die später seine Frau wurde, 1976 nach Radebeul, wo sie beide bis heute als freischaffende Künstler arbeiten.
Im Jahr 2004 wurde Kuntsche mit dem Kunstpreis der Großen Kreisstadt Radebeul ausgezeichnet.

## Weitere Werke (Auswahl)

### Plastiken
- Kleine Stehende (1970, Kalkstein)[4]
- Weiblicher Torso (1974, Bronze)[5]
- Ende der Vorstellung (1989, Bronze)[6]

### Plaketten/Medaillen/Reliefs
- Unvergessliche Stunden/ Hommage à Béla Bartóg (1980, Bronze)[7]

## Ausstellungen (unvollständig)

### Einzelausstellungen
- 1970: Dresden, Leonhardi-Museum (mit Ulrich Eisenfeld, Peter Herrmann, Bärbel Kuntsche und Horst Leifer)

- 1988: Radebeul, Kleine Galerie (Kleine Bronzen)
- 1989: Dresden, Galerie Kunst der Zeit (mit Wolfram Hänsch)
- 1993: Dresden, Leonhardi-Museum (Plastik und Zeichnungen)

### Beteiligung an Ausstellungen
- 1972 bis 1985: Dresden, vier Bezirkskunstausstellungen
- 1972 bis 1988: Dresden, VII. bis X. Kunstausstellung der DDR
- 1974: Berlin („Junge Künstler der DDR“)
- 1975: Wanderausstellung „Kleinplastik und Grafik“
- 1984: Dresden („Plastik aus Dresden 1945-1984“)
- 1985: Berlin, Neue Berliner Galerie im Alten Museum („Musik in der bildenden Kunst der DDR“)
- 1986: Fürstenwalde, Altes Rathaus („Miniatur in der bildenden Kunst der DDR“)
- 1987: Dresden, Galerie Rähnitzgasse („Wirklichkeit und Bildhauerzeichnung“)
- 1987/1988: Bonn, München und Mannheim („Bildhauerkunst aus der DDR“)
- 1989: Fellbach, IV. Triennale Kleinplastik
- 2007: Halle/Saale, Stiftung Moritzburg, Kunstmuseum des Landes Sachsen-Anhalt („Die Welt "En Miniature". Deutsche Medaillenkunst heute“)